# Klaus Bochmann
Klaus Bochmann (* 8. Juni 1939 in Dresden) ist ein deutscher Romanist und Soziolinguist.

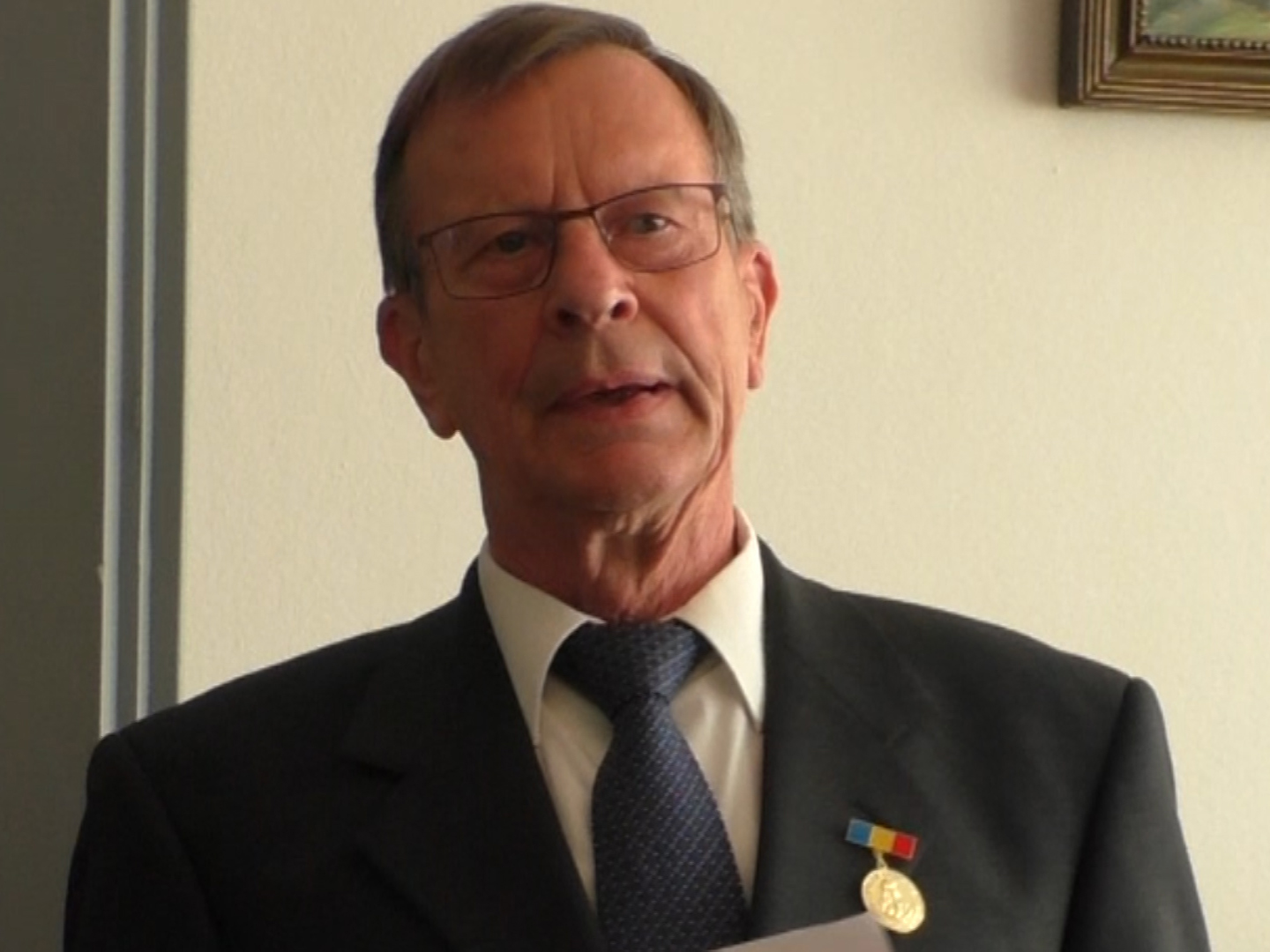
Klaus Bochmann 2019

## Wissenschaftlicher Werdegang
Nach dem Studium der Romanistik (1957 bis 1962) mit den Fächern Französisch, Latein, Spanisch und Rumänisch an den Universitäten Leipzig und Bukarest promovierte Klaus Bochmann mit der Dissertation Beitrag zur Bestimmung des Weltbildes von Nicolae Bălcescu (April 1967). Die Martin-Luther-Universität Halle-Wittenberg wurde auf den jungen Romanisten aufmerksam und bot ihm einen Lehrauftrag an. 1969 folgte er einem Ruf zum Dozenten für angewandte Sprachwissenschaft an die in Halle neu gegründete Sektion Sprach- und Literaturwissenschaft.
1972 wechselte er zurück an die Karl-Marx-Universität Leipzig, wo er einen Ruf als Dozent für Rumänistik annahm und gleichzeitig mit der Leitung des Wissenschaftsbereichs Romanische Sprachwissenschaft betraut wurde. Mit der Habilitation zum Thema Der politisch-soziale Wortschatz des Rumänischen 1821 bis 1850 (1976) legte er den Grundstein für die begriffsgeschichtliche Forschung hinsichtlich des Rumänischen. 1978 wurde er zum Ordentlichen Professor für rumänische Sprache an die Universität Leipzig berufen, lehrte und forschte aber gleichzeitig auf den Gebieten der vergleichenden romanischen, der französischen und italienischen Sprachwissenschaft unter besonderer Berücksichtigung der Sprachgeschichte, der Soziolinguistik und Sprachpolitik, u. a. in Bezug auf Minderheitensprachen in der Romania. Er leitete zahlreiche Forschungsprojekte, organisierte eine Vielzahl von internationalen Tagungen, betreute mehr als 35 Dissertationen (u. a. von Doktoranden aus Kuba, Äthiopien und Moldova) und Habilitationsschriften und war Mitherausgeber (1988–90 Herausgeber) der Beiträge zur Romanischen Philologie sowie der Linguistischen Arbeitsberichte der Universität Leipzig.
Von 1993 bis 2005 leitete er das Frankreich-Zentrum und das von ihm gegründete Québec-Studienzentrum an der Universität Leipzig. Die Internationalisierung der Lehr- und Forschungsaufgaben nahm nach seiner Berufung nach Leipzig eine erstrangige Stellung in seinen Aktivitäten ein. Trotz der schwierigen Bedingungen, unter denen die Romanistik in der DDR betrieben wurde, gelang es ihm, systematische Wissenschaftsbeziehungen zu Fachkollegen in Frankreich (Rouen, Lyon, Aix-en-Provence) sowie in Italien, Spanien und Portugal zu etablieren, mit denen er von 1976 an im Rhythmus von zwei-drei Jahren wissenschaftliche Kolloquia zur Soziolinguistik in Leipzig organisierte. Mit Linguisten, Historikern und Literaturwissenschaftlern der Universität Bukarest etablierte er ein Forschungsprojekt zur politisch-sozialen Begriffsgeschichte des Rumänischen im 18. und 19. Jahrhundert, das zwischen 1975 und 1987 bearbeitet wurde. 1981 gelang es ihm, zusammen mit Umberto Carpi (Pisa) den ersten und einzigen Universitätsvertrag zwischen Italien und der DDR (Pisa-Leipzig) abzuschließen, der nach der politischen Wende erneuert wurde.
Nach seiner Neuberufung auf den Lehrstuhl für romanische Sprachwissenschaft in Leipzig (1993) beteiligte er sich maßgeblich an der Entwicklung eines bilateralen Studienganges Französisch-Deutsch mit der Universität Lyon II und der Organisierung der Leipziger französischen Sommeruniversität, die mit beachtlichem Erfolg bis 2009 funktionierte. Zwischen 2001 und 2004 vertrat er die Universität Leipzig bei der Deutsch-Französischen Hochschule. Ebenso engagierte er sich für den Aufbau der ERASMUS-Programme zwischen Leipzig und Bari, Bergamo, Lecce in Italien, Lyon, Aix-en-Provence und Metz in Frankreich sowie mit Bukarest und Klausenburg/Cluj. Einen Höhepunkt seiner editorischen Tätigkeit stellte die gemeinsam mit Wolfgang F. Haug und Peter Jehle geleitete Übersetzung der Gefängnishefte von Antonio Gramsci (10 Bände, Hamburg 1993–2001) ins Deutsche dar, nachdem er bereits früher Schriften von Gramsci, Pirandello, Pavese, Calvino, Caragiale, Barbu und anderen italienischen und rumänischen Autoren herausgegeben und z. T. übersetzt hatte. Auf seine Initiative hin wurde mit Xosé Neira Vilas’ Erinnerungen eines Bauernjungen das erste galegische/galicische Buch in Deutschland herausgegeben (mit umfangreichem Nachwort von Bochmann). Mit ca. 25 Buchveröffentlichungen und etwa 200 wissenschaftlichen Aufsätzen auf Deutsch, Französisch, Italienisch, Rumänisch, Englisch sowie Vorträgen in allen romanischen Ländern Europas, aber auch in Russland, Ungarn, Polen sowie in Kuba und Kanada hat er sich einen weiten internationalen Ruf insbesondere in der Soziolinguistik der romanischen Sprachen erworben.
Mit Hilfe der VolkswagenStiftung realisierte er zwischen 1997 und 2005 drei mehrjährig angelegte rumänistisch-soziolinguistische Forschungsprojekte mit der 1990 unabhängig gewordenen Republik Moldau, die bis dahin keine nennenswerten internationalen Wissenschaftsbeziehungen aufweisen konnte, in Kooperation mit Linguisten aus der Ukraine (Czernowitz, Kiew) und Rumänien (Iaşi). Aus diesen Beziehungen erwuchs die Idee der Gründung des Moldova-Instituts, das im Dezember 2005 unter aktiver Mitwirkung von Vasile Dumbrava und mehrerer Professoren aus ganz Deutschland gegründet wurde.

## Tätigkeit am Moldova-Institut Leipzig e. V. (seit 2005)
In seiner Eigenschaft als Vorsitzender des Moldova-Instituts Leipzig hat Klaus Bochmann eine Vielzahl von Projekten initiiert, die den Gründungsauftrag des Instituts mit Leben erfüllen. Sein breites Interessenspektrum zeigt sich auch in der Vielfalt der Projektschwerpunkte. So stellen die für die Entwicklung der Republik Moldau bedeutenden Themen Menschen- und Minderheitenrechte, Unterstützung des Aufbaus der Zivilgesellschaft, Bewältigung von Folgen der Arbeitsmigration, Lösung des Transnistrienkonflikts, Verbesserung der medizinischen Versorgung und nicht zuletzt die Aufarbeitung der moldauischen Vergangenheit Schwerpunkte seiner Tätigkeit dar. Besonderes Augenmerk gilt dabei der curricularen Modernisierung an den moldauischen Hochschulen zur Gewährleistung einer nachhaltigen Entwicklung. Im Rahmen seines Schaffens konnten dauerhafte und erfolgreiche Partnerschaften mit Universitäten in der Republik Moldau aufgebaut werden, die eine enge Anbindung des Landes an Europa ermöglichen. Neben der Organisation von Tagungen, Konferenzen und anderen Foren zum wissenschaftlichen Austausch ist die seit 2009 jährlich vom MIL veranstaltete Sommerschule in Moldova und der Ukraine von besonderer Bedeutung für den Erfolg seiner Arbeit. Regelmäßig erhalten so deutsche Studierende und Doktoranden Gelegenheit, sich mit Fragen, die die moldauische Gesellschaft bewegen, vor Ort auseinanderzusetzen, Näheres über die moldauische Kultur zu erfahren und mit ihren moldauischen Kommilitonen in Kontakt zu treten. Da die Veranstaltungen des MIL auch in Deutschland stattfinden und stets öffentlich sind, besteht auch für deutsche Interessierte die Möglichkeit, sich über das kleine Land in Südosteuropa zu informieren. Selbstverständlich unterstützt das von Prof. Bochmann geleitete Institut ebenfalls Initiativen anderer Institutionen, so zum Beispiel das mobile Ausstellungsprojekt „MOLDOVAmobil“, das im Jahre 2010 mit Unterstützung des MIL in Leipzig Station machen konnte. Durch zahlreiche Veröffentlichungen, vor allem im Rahmen der Reihe „Veröffentlichungen des Moldova-Instituts Leipzig“ im Leipziger Universitätsverlag (bislang 6 Bde.) und in Form von Ausstellungen, ist seine Arbeit dokumentiert.
Das MIL ist mit Prof. Bochmann im Kuratorium des Deutsch-moldauischen Forums beim Bundestag vertreten; es ist per Kooperationsvertrag einerseits mit der Universität Leipzig und andererseits mit fünf moldauischen Universitäten verbunden und kooperiert ebenso mit der Moldauischen Akademie der Wissenschaften, mit der es bereits mehrere Veranstaltungen bestritten hat und die ihn in den wissenschaftlichen Redaktionsbeirat der Moldauischen Enzyklopädie berufen hat. Die vielfältigen moldaubezogenen Initiativen haben den derzeitigen Interimspräsidenten der Republik Moldau, Mihai Ghimpu, dazu bewogen, Prof. Bochmann 2009 mit der Eminescu-Medaille, der höchsten Auszeichnung für Kultur und Wissenschaft des Landes, zu ehren. Von der Universität Alba Iulia (Rumänien) wurde ihm 2008 die Ehrendoktorwürde verliehen. Eine weitere folgte im Jahr 2013 durch die Universität Iaşi (Rumänien).

## Sonstiges
Gegenwärtig arbeitet Bochmann in der Koordinationsgruppe des Projekts „Histoire sociale des langues de France“ (Leitung: Georg Kremnitz, Wien) mit. Er ist zudem ordentliches Mitglied der Sächsischen Akademie der Wissenschaften zu Leipzig und Vorsitzender von deren Sprachwissenschaftlicher Kommission sowie Ehrenmitglied der Institute für Linguistik der Rumänischen Akademie in Bukarest und Iaşi.
Neben seiner Tätigkeit im MIL trägt Bochmann in seiner Funktion als Vertrauensdozent der Hans-Böckler-Stiftung weiterhin dazu bei, Chancengleichheit für benachteiligte Jugendliche herzustellen und den Erwerb des Abiturs, eines Hochschulabschlusses oder einer Promotion zu fördern.

## Veröffentlichungen (Auswahl)
- Die Republik Moldau. Ein Handbuch. Republica Moldova. Leipzig, 2012.
- Vademecum contemporary history Moldova : a guide to archives, research institutions, libraries, associations, museums and sites of memory. Leipzig, 2010.
- Geschichte politisch-sozialer Begriffe in Rumänien und Moldova. Leipzig, 2010.
- Einführung in die rumänische Sprach- und Literaturgeschichte. Bonn, 2010.
- Sprachliche Individuation in mehrsprachigen Regionen Osteuropas. Band 2: Ukraine. Leipzig, 2009.
- Dimitrie Cantemir : Fürst der Moldau, Gelehrter, Akteur der europäischen Kulturgeschichte. Leipzig, 2008.
- Sprachliche Individuation in mehrsprachigen Regionen Osteuropas. Band 1: Republik Moldova. Leipzig, 2007.
- Das Regionale in der rumänischen Kultur. Leipzig, 2005.
- Gesprochenes Rumänisch in der Ukraine : soziolinguistische Verhältnisse und linguistische Strukturen. Leipzig, 2004.
- Limba română vorbită în Moldova istorică., 1. Leipzig, 2002.
- Gefängnishefte: Kritische Gesamtausgabe. 10 Bde. Hamburg, 1991–2002.
- Limba română vorbită în Moldova istorică, 2 Texte. Leipzig, 2000.
- Lebendige Philologie : Studien zur Soziolinguistik, Gesellschaftstheorie und zur Wissenschaftsgeschichte der Romanistik. Leipzig, 1999.
- Romanistik zwischen Engagement und Verweigerung. Oldenburg, 1991.
- Soziolinguistik der romanischen Sprachen. Leipzig, 1991.
- Regional- und Nationalitätensprachen in Frankreich, Italien und Spanien. Leipzig, 1989.
- Leipziger romanistische Beiträge : Materialien romanistischer Kolloquia, die 1987 an der Karl-Marx-Universität Leipzig veranstaltet wurden. Leipzig, 1988.
- Grammatik der rumänischen Sprache der Gegenwart. Leipzig, 1987.
- Eigenschaften und linguistische Analyse politischer Texte. Leipzig, 1986.
- Die Analyse politischer Texte : theoretische und Methodenfragen; Protokoll des Kolloquiums vom 14. bis 16. Oktober 1980. Leipzig, 1981.
- Soziolinguistische Aspekte der rumänischen Sprache: Ein Sammelband. Leipzig, 1980.
- Der politisch-soziale Wortschatz des Rumänischen von 1821 bis 1850. Leipzig, 1979.
- Beiträge zur Geschichte des politisch-sozialen Wortschatzes der rumänischen Sprache, [1], Materialien eines Kolloquiums des Fachbereiches Romanische Sprachwissenschaft der Sektion Theoretische und angewandte Sprachwissenschaft der Karl-Marx-Universität Leipzig, 25. Juni 1975. Leipzig, 1977.
- Beitrag zur Bestimmung des politisch-sozialen Weltbildes des rumänischen revolutionären Demokraten Nicolae Bálcescu. Diss. Leipzig, 1967.